# Scotopteryx eurypeda
Scotopteryx eurypeda là một loài bướm đêm trong họ Geometridae.